# Вест Гејт (Вирџинија)
Вест Гејт (енгл. West Gate) насељено је место без административног статуса у америчкој савезној држави Вирџинија.

## Демографија
Према попису становништва из 2000. у граду је живело 7.493 становника
| Група             | 2000.         | 2010.    |
| Белци             | 3.739 (49,9%) | 0 (0,0%) |
| Афроамериканци    | 1.287 (17,2%) | 0 (0,0%) |
| Азијати           | 298 (4,0%)    | 0 (0,0%) |
| Хиспаноамериканци | 1.963 (26,2%) | 0 (0,0%) |
| Укупно            | 7.493         | 0        |